# Diego Fernández (músico)

Diego Fernández o Hernández, a veces también como Diego Fernández de Córdoba, (¿Córdoba?, ¿? - Málaga, agosto de 1551) fue un compositor y maestro de capilla español.
No debe confundirse con:
- Diego Fernández Castellano, maestro de capilla de la Catedral de Albarracín;[4]
- Diego Fernández Garzón, maestro de capilla de la Catedral de Baeza;[5]
- Diego Fernández de Huete, arpista en la Catedral de Toledo.[6][7]

## Vida
El musicólogo Rafael Mitjana lo hace originario de Córdoba, en España, aunque el nacimiento no ha sido confirmado por Carlos Messa Poullet en el Diccionario de la música española e hispanoamericana. Se sabe que su hermano, Hernán López, fue organista de la Catedral de Málaga, de lo que Mitjana dedujo que López sería probablemente el apellido de la madre. Se desconoce cuál fue la formación musical de Diego Fernández.
Las primeras noticias que se tienen de él son de inicios del siglo XVI cuando sustituyó en el magisterio de la Catedral de Málaga al maestro Juan de Valdeolivas, que había regido la capilla de 1499 a 1507. En ese momento Fernández era clérigo de la diócesis de Málaga y fue recibido el 11 de agosto de 1507 como sochantre y maestro de capilla, con la responsabilidad de educar a los infantes del coro por lo menos en los dos primeros años. Pocos días después solicitó licencia para ir a Portugal.
Hacia finales de 1509 dejó el cargo de sochantre, que fue ocupado por Juan de León, el mismo año en que Juan de Encina ocupaba el cargo de archidiácono, lo que implicaba una canonjía. En 1513 su hermano, Hernán López, pasó a ejercer la organistía en la Catedral de Málaga, de hecho en 1513 López pasó a recibir el salario del maestro de capilla, por cuestiones de contabilidad, mientras que Fernández recibía el salario del capellán catedralicio, con la indicación de «capellán contralto». Autores como Marta Sánchez interpretan el hecho de forma que Hernán López habría ejercido de maestro de capilla desde 1513, sobre todo teniendo en cuenta que el 26 de marzo de 1515 el obispo Villaescusa nombró a Fernández maestro de capilla y racionero, quedando a partir de ese momento la ración aneja al magisterio.

Expuso al Cabildo el racionero Diego Fernández, cantor, que en ciertas memorias que los catalanes querían hacer en su capilla se sirviese el Cabildo de dar licencia a los cantores que dixesen los oficios o responsos de canto de órgano y llevasen el salario que les quisieran dar, y se acordó que haciendo el Cabildo los oficios lo tenía a bien y no de otra manera, y que pudiesen llevar lo que le diesen por su trabaxo.
Actas capitulares de la Catedral de Málaga, 6 de noviembre de 1515

En 1522 se le reprendió por no haber dado lección a los mozos.

Suplicó el racionero y maestro de capilla Diego Fernández que se le volviese un día que se le havía quitado por no haver dado lección a los mozos, y se decretó que no havía lugar y que cumpliese con lo que era obligado. También mandaron que no se diesen más que diez días a los cantores para que estudiasen los villancicos para Navidad, por parecerles este tiempo bastante.
Actas capitulares de la Catedral de Málaga, 15 de diciembre de 1522

Un año más tarde se le recordó de nuevo.

En este dicho día mandaron a mí Juan Miguel, su secretario, que diga al racionero Diego Fernández, maestro de capilla, que cante (enseñe) canto de órgano a los mozos y personas que quieran oyr lición a la ora acostumbrada conforme al statuto que sobre ello fabla so la pena en el contenido. Ítem que se diga al maestro de capilla que busque en Sevilla o en Córdoba o en donde le paresciere un cantor contrabaxo, al cual darán de salario xv o xvi ducados, según su abilidad mereciera.
Actas capitulares de la Catedral de Málaga, 14 de noviembre de 1523

En 1528 se desplazó a Granada, tiempo durante el que lo sustituyó el cantor Francisco Ramírez. Ese mismo año tuvo una desavenencia con el deán, que le prohibió parar en la puerta de un rico comerciante genovés durante la procesión del Corpus y contarle un villancico especialmente compuesto para él. Fernández elevó una queja al cabildo, que le dio la razón y multó al deán. El deán apeló el caso, pero no le dieron razón, aunque redujeron la cuantía de la multa.
En 1537 el maestro Fernández debía estar enfermo o debilitado —se menciona explícitamente su «avanzada edad y enfermedad»—, ya que solicitó que se le disculpase de darle clases de armonía y contrapunto a los mozos, a lo que el cabildo accedió y nombró a un sustituto. En cambio no debía ser tan mayor, ya que en 1537 el cabildo le denegó la posibilidad de realizar solo seis chanzonetas en lugar de las nueve habituales.
Fallecería en el cargo a principios de agosto de 1551. Tras su fallecimiento el cabildo organizó unas oposiciones que ganaría Cristóbal de Morales.

## Obra
Es posible que este sea el Diego Fernández mencionado en el Cancionero de Palacio, tal como opina Rafael Mitjana y apoya Robert Stevenson. Esta hipótesis fue rechazada por Higinio Anglés, que consideraba a Diego Fernández demasiado joven para ser su autor. Los villancicos son Tres moricas m'enamoran, una revisión de una composición anónima anterior titulada Tres morillas m'enamoran, que Julián Ribera consideraba de origen árabe. La canción describe a tres doncellas moras de Jaén que habían robado el corazón del poeta. Axa, Fátima y Marien, cuando van a por agua a la fuente, son más hermosas que cualquier niña de Toledo. La segunda es De ser malcasada, otro ejemplo como el anterior de adaptación cortés de una canción popular.